# Diocesi di Munaziana
La diocesi di Munaziana (in latino Dioecesis Munatianensis) è una sede soppressa e sede titolare della Chiesa cattolica.

## Storia
Munaziana, nell'odierna Tunisia, è un'antica sede episcopale della provincia romana di Bizacena.
Unico vescovo conosciuto di questa diocesi è Vittorino, che partecipò al concilio di Cabarsussi, tenuto nel 393 dai massimianisti, setta dissidente dei Donatisti, e ne firmò gli atti; i massimianisti sostenevano la candidatura di Massimiano sulla sede di Cartagine, contro quella di Primiano.
Dal 1933 Munaziana è annoverata tra le sedi vescovili titolari della Chiesa cattolica; dall'11 settembre 2020 il vescovo titolare è Robert Joseph Lombardo, C.F.R., vescovo ausiliare di Chicago.

## Cronotassi

### Vescovi
- Vittorino † (menzionato nel 393) (vescovo donatista)

### Vescovi titolari
- Dino Trabalzini † (11 febbraio 1966 - 28 giugno 1971 nominato vescovo di Rieti)
- José Maria Dalvit, M.C.C.I. † (5 ottobre 1973 - 17 gennaio 1977 deceduto)
- Gerald Augustine John Ryan † (28 febbraio 1977 - 4 giugno 1985 deceduto)
- Wilhelm Schraml † (7 gennaio 1986 - 13 dicembre 2001 nominato vescovo di Passavia)
- Joseph Mitsuaki Takami, P.S.S. (7 febbraio 2002 - 17 ottobre 2003 nominato arcivescovo di Nagasaki)
- Gonzalo Restrepo Restrepo (12 dicembre 2003 - 11 luglio 2006 nominato vescovo di Girardota)
- Thomas An-Zu Chung (31 ottobre 2006 - 24 gennaio 2008 nominato vescovo di Kiayi)
- Brian Joseph Dunn (16 luglio 2008 - 21 novembre 2009 nominato vescovo di Antigonish)
- Milton Luis Tróccoli Cebedio (27 novembre 2009 - 15 giugno 2018 nominato vescovo di Maldonado-Punta del Este)
- Ronald Aldon Hicks (3 luglio 2018 - 17 luglio 2020 nominato vescovo di Joliet)
- Robert Joseph Lombardo, C.F.R., dall'11 settembre 2020